# Гнатюк Юрій Любомирович
Юрій Любомирович Гнатюк (нар.14 квітня 1976, Амурська область) — директор ДП «Енергоринок», одного з найбільших підприємств України, входить до 200 найбільших компаній України 2012 року.

## Освіта
У 2004 р. закінчив Академію муніципального управління, за фахом економіст. У 2012 р. закінчив Національний університет державної податкової служби України, за фахом юрист.

## Трудова діяльність
1999–2003 рр. — працював на підприємствах національної економіки України.
2004 р. — головний економіст планово-економічного відділу Державного підприємства «Донбас-Антрацит».
2004–2007 рр. — інженер 1 категорії, начальник відділу моніторингу погашення заборгованості та забезпечення діяльності Міжвідомчої комісії Розрахункового центру Державного підприємства «Енергоринок» (ДП «Енергоринок»).
2007 р. — заступник директора з питань постачання електроенергії ЗАТ «А. Е. С. Київобленерго».
2007 р. — комерційний директор ТОВ «А. Е. С. Енерголайн».
2007–2008 рр. — директор ТОВ «Центральна енергетична компанія».
2008–2014 рр. — заступник начальника Розрахункового центру, заступник начальника департаменту перспективного розвитку, начальник відділу перспективного розвитку ОРЕ департаменту перспективного розвитку ДП «Енергоринок».
З 20 березня 2014 року — директор ДП «Енергоринок».